# Chegadinho

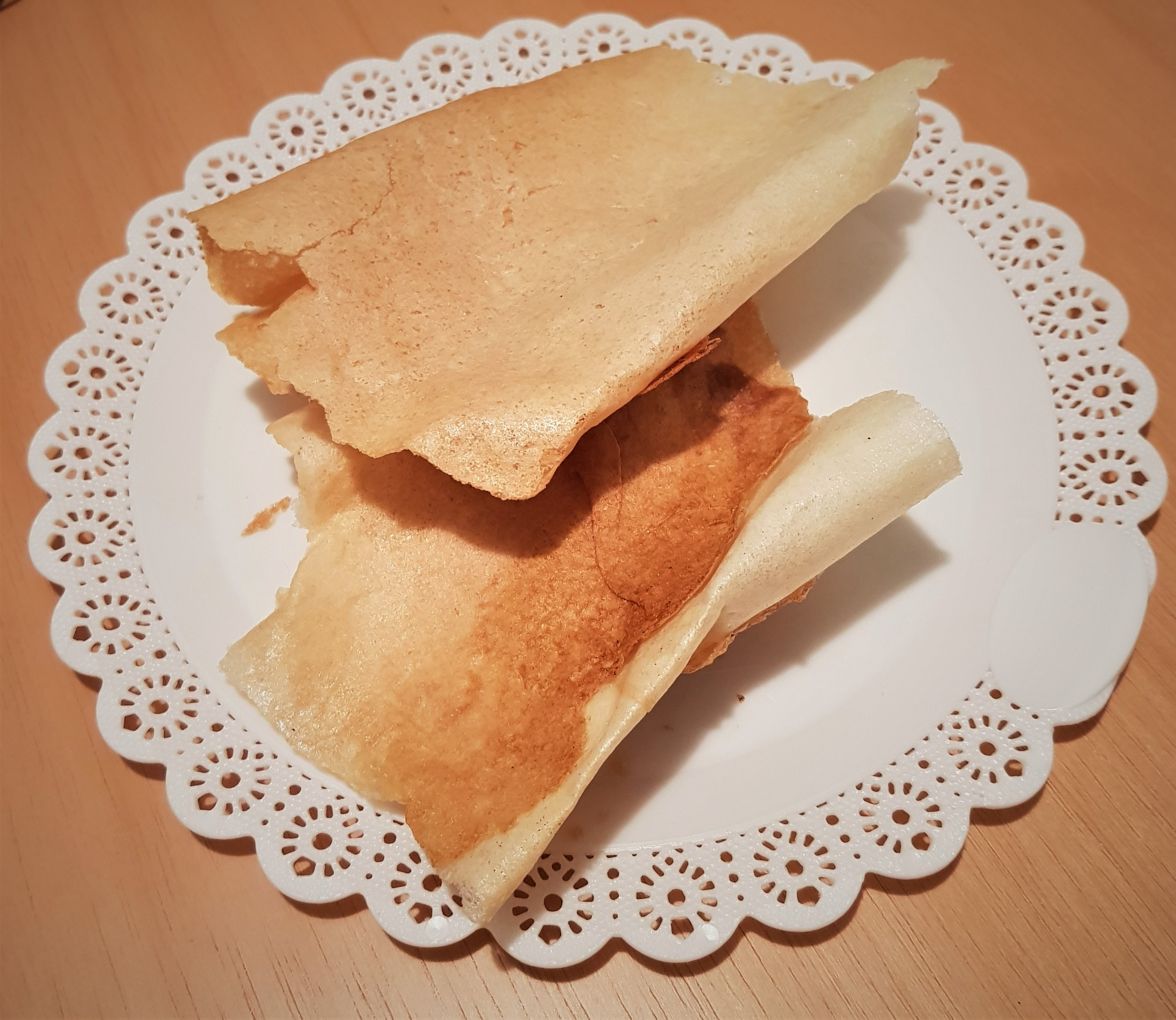
Prato com dois chegadinhos

Chegadinho é um doce típico da culinária brasileira, especialmente na Região Nordeste do Brasil. Seus ingredientes básicos são farinha de mandioca e de trigo, goma (polvilho), açúcar e água. A massa é assada em chapas esquentadas sobre forno à lenha. Sua comercialização é, em geral, feita por vendedores que transportam o produto acondicionado em tambores metálicos e que andam pelas ruas tocando um triângulo.

## Outros nomes e variações
Em outros pontos do Nordeste, também é conhecido por chegadinha, cavaco chinês, cavaco, cavaquinho ou taboca, no Norte, cascalho, em São Paulo e proximidades, é beiju (diferente do "biju", feito de tapioca). No Sul, casquinha.